# Нусінов Ісаак Маркович
Ісаак Маркович Нусинов (1889,  Черняхів, Волинська губернія — 1950, Москва) — радянський літературний критик і літературознавець, лінгвіст, професор.

## Біографія
У 1914—1917 рр. вивчав літературу і філософію в Італії і Швейцарії. З 1922 р. в Москві читав курс лекцій з західноєвропейської літератури в Московському державному університеті імені М. В. Ломоносова і на відділенні єврейської лінгвістики Другого Московського державного університету з єврейської літератури. Багато разів звинувачувався в різних «ухилах». Викладав в Інституті червоної професури, завідував кафедрою єврейської літератури в Московському державному педагогічному інституті ім. В. І. Леніна. Входив до ЄАК і редакційну колегію  Літературної енциклопедії. Виступав з активною критикою творчості М. Булгакова.
Під час  боротьби з космополітизмом зазнав переслідувань: в 1947 році була організована показова кампанія в пресі (за участю Олександра Фадєєва і Миколи Тихонова проти його книги «Пушкін і світова література» (1941) як «антипатріотичну» і «низькопоклонством». В 1949 р. арештований, помер у в'язниці під час слідства (за деякими даними, в результаті голодовки, оголошеної на захист однієї з ув'язнених). Посмертно реабілітований.
Син — драматург, кіносценарист Ілля Нусінов.
Внучки — Наталя Нусінова, Тетяна Нусінова.
Правнуки — Ілля Желудев і Іван Желудев.

## Наукова діяльність
Учений займався дослідженням суспільно-історичної ролі літератури, а також розробляв принципи критичного аналізу і критеріїв художності. Серед іншого, він писав про єврейську, російську та зарубіжну літератури.

## Публікації
- Статті з теорії літератури для Вікіпедія;
- Статті з теорії літератури для Літературної енциклопедії (тт. 1-9, 11; 1929-39), в редколегію якої входив;
- Безліч статей про різних літературних діячів, таких як наприклад: Шолом-Алейхем, І.-Л. Перець, Менделя Мойхер-Сфорім, перець Маркиш, Пушкін, Гюго, Франс, Нодье, Бєлінський, Чернишевський, Л. Толстой, Чехов, Ромен Роллан, Барбюс, Жіроду, Меріме, Шекспір, Гете, Байрон, Діккенс, Плеханов, Войнич, Луначарський, Горький, Бергельсон, Л. Леонов, Б. Горбатов і ін.
- Збірник літературно-критичних статей «проблемних фун дер пролетарішер літератур» («Проблеми пролетарської літератури», 1932
- Дослідження з історії літератури «Вікові образи» (1937)
- Книга «Історія єврейської літератури на ідиш» була включена до видавничого плану на 1927 року, але так і не вийшла в світ
- Збірник статей «Історія літературного героя» (М., 1958)
- Збірник «Вибрані роботи з російської та західної літератури» (М., 1959 — опубліковані посмертно)